# Polina Dàixkova
Polina Dàixkova rus: Поли́на Да́шкова (nom real Tatiana Víktorovna Poliatxenko rus: Татья́на Ви́кторовна Поляче́нко (nascuda el 14 de juliol de 1960 a Moscou) és una popular escriptora russa de novel·la negra.

## Vida
Dàixkova wva néixer a Moscou el 1960. Va estudiar a l'Institut de Literatura Maksim Gorki i després va treballar com a periodista i com a traductora d'anglès. La seva primera novel·la va ser publicada el 1996. Des de llavors, ha publicat una línia de llibres que es basen en contra de la recent època de canvis a Rússia. Els seus llibres han aconseguit fins a la data un tiratge total de 25 milions de còpies.
Ha venut 300,000 llibres a Alemanya i va guanyar el premi literari Krimipreis atorgat per Radio Bremen el 2006. Almenys una dotzena dels seus llibres han estat traduïts a l'alemany. Alguns dels seus llibres han estat traduïts al xinès, holandès, francès, alemany, polonès i castellà.
El seu pseudònim l'escollí pel nom de la seva filla més jove, Daixa (Dàixkova) i un derivat del seu nom (Polina). A vegades sembla que es digui Dàixkova Polina Víktorovna.

## Llibres
- Кровь нерождённых (1996) ("La sang dels no nascuts")
- Место под солнцем (1999) ("Un lloc al Sol")
- Золотой песок (1999) ("Sorra daurada")
- Эфирное время (2000) ("Temps d'aire")
- Чеченская марионетка, или Продажные твари (2000) ("El titella de Txetxènia o criatures corruptes")
- Питомник (2000) ("Viver")
- Образ врага (2000) ("La imatge de l'enemic")
- Лёгкие шаги безумия (2000) ("Passos fàcils de bogeria")
- Никто не заплачет (1998) ("Ningú no plorarà")
- Чувство реальности (2002) ("El sentit de la realitat")
- Херувим (2003) ("Querubí")
- Качели (2003) ("Balanceig")
- Приз (2004) ("Premi")
- Игра во мнения (2006) ("Joc d'opinió")
- Вечная ночь (2006) ("Nit eterna")
- Источник счастья (2007) ("La font de la felicitat")
- Источник счастья. Llibre 2. Misterium Tremendum.[6] Тайна, приводящая в трепет (2008) ("La font de la felicitat. Llibre 2. Misterium tremendum. Misteri, el que resulta en palpitacions")
- Источник счастья. Llibre 3. Небо над бездной (2009) ("La font de la felicitat. Llibre 3. El cel sobre l'abisme")
- Точка невозврата (2010) ("Punt de no retorn")
- Пакт (2012) ("Pacte")
- Соотношение сил: роман (2015) ("La correlació de forces: novel·la")